# Brzeziny

Położenie miasta (gminy miejskiej) Brzeziny na mapie powiatu brzezińskiego

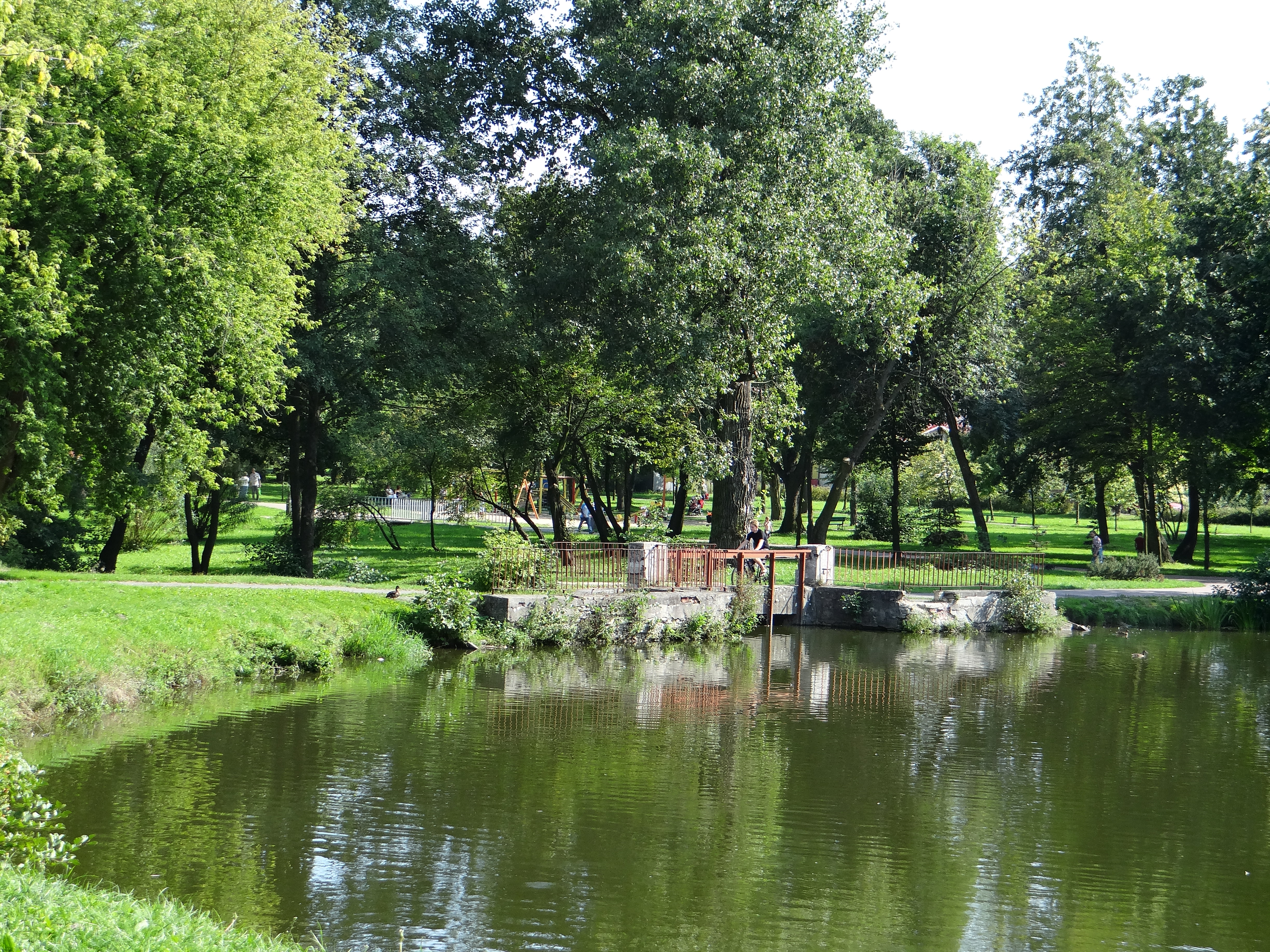
Staw na Mrożycy

Brzeziny – miasto w województwie łódzkim, w powiecie brzezińskim. Położone jest 20 km na wschód od Łodzi, w pobliżu Parku Krajobrazowego Wzniesień Łódzkich, w dolinie rzeki Mrożycy. Były miastem szlacheckim. Obecnie są siedzibą gminy Brzeziny oraz powiatu brzezińskiego. Według danych GUS z 31 grudnia 2023 r. miasto zamieszkiwało 11 949 osób.
Miasto jest ośrodkiem wypoczynkowym z rozwiniętym sektorem usługowym oraz drobnym przemysłem, głównie odzieżowym. Do jego charakterystycznych obiektów należą: park miejski ze zbiornikiem wodnym na Mrożycy, Muzeum Regionalne z dużym działem krawiectwa, plac Jana Pawła II, Miejski Dom Kultury, kościoły: Podwyższenia św. Krzyża, św. Anny, św. Ducha, Najświętszej Maryi Panny Częstochowskiej i klasztor oo. franciszkanów oraz targowisko miejskie.
Brzeziny uzyskały lokację miejską przed rokiem 1329. Prywatne miasto szlacheckie w XVI wieku znajdowało się w województwie łęczyckim. Jako miasto prywatne Królestwa Kongresowego, w 1827 r. położone było w powiecie brzezińskim, obwodzie rawskim województwa mazowieckiego. W latach 1975–1998 Brzeziny były częścią województwa skierniewickiego. Rolę powiatu miasto odzyskało w 2002 r.

## Położenie
Według danych z roku 2007 Brzeziny mają obszar 21,58 km², w tym:
- użytki rolne: 80%
- użytki leśne: 2%

Miasto stanowi 6,02% powierzchni powiatu brzezińskiego.

## Historia

### Powstanie Brzezin
Data założenia miejscowości nie jest dokładnie znana. Według zachowanych dokumentów Brzeziny jako osada istniały już w XI-XII wieku, zdaje się to potwierdzać, istniejąca w tym miejscu przed 1139 rokiem siedziba parafii rzymskokatolickiej. Pierwszą wzmianka potwierdzającą miejski charakter Brzezin pochodzi z 1332 roku w dokumencie Władysława Siemowitowicza – księcia dobrzyńskiego i łęczyckiego. Przypuszcza się jednak, że status ten zyskały znacznie wcześniej, być może jeszcze w końcu XIII stulecia. Przywilej lokacyjny i prawa nadane miastu potwierdził w 1364 roku król polski Kazimierz Wielki, a w 1566 król Zygmunt August. Najwcześniejsza informacja o Brzezinach jako siedzibie powiatu pochodzi z 1386 roku i dotyczy sądownictwa. Pod koniec średniowiecza Brzeziny były miejscem, w którym odbywały się sesje wyjazdowe łęczyckiego sądu grodzkiego, tutaj również od końca średniowiecza aż do 1766 r. odbywały się roczki sądów ziemskich. Niewątpliwie wczesny rozwój miasta związany był z handlem i korzystnym położeniem osady na szlaku drogi toruńsko – ruskiej, przy ważnych traktach handlowych łączących Wielkopolskę i Pomorze z Mazowszem, Podlasiem i Rusią oraz Litwę z Małopolską. Szczególnie intensywny rozwój Brzezin przypadł na okres od II połowy XV wieku do początków XVII wieku. W miejscowości znajdował się wówczas zamek, ponieważ miasto było siedzibą kasztelani brzezińskiej.

### Okres rozwoju miasta
W drugiej połowie XV stulecia Brzeziny przeszły w ręce rodziny Lasockich, którzy pozostawali ich właścicielami – podobnie jak okolicznych włości – przez kolejne 330 lat. Lasoccy dbali o swoje dobra i, między innymi dzięki temu, szczególnie intensywny rozwój Brzezin przypadł na okres od połowy XV do początków XVII wieku. W okresie tym Brzeziny były znaczącym ośrodkiem produkcji rzemieślniczej i nakładczej, sukienniczej i krawieckiej, a także piwowarskiej. W mieście funkcjonowało wówczas około 300 warsztatów, a Brzeziny były najważniejszym centrum produkcji sukna w Polsce. Wtedy także miał miejsce rozkwit miasta, które zamieszkiwało ponad 2,5 tys. mieszkańców (co było liczbą na ówczesne czasy znaczną).
Według opinii polskiego historyka Stanisława Sarnickiego z 1585 r. Brzeziny były miastem „znakomitym, wybornymi rzemieślnikami sławnym”. Miasto znane było również (za sprawą przybyłych tu w XVI w. Szkotów) jako znaczny ośrodek browarnictwa. Pod względem gospodarczym ówczesne Brzeziny przerastały nawet stolicę województwa – Łęczycę, a przydomek „Krakówek”, jakim wówczas je określano, świadczy o dużym znaczeniu grodu nad Mrożycą. Z wysokiego poziomu nauczania słynęła brzezińska szkoła miejska, której uczniem był m.in. Maciej Stryjkowski, historyk, poeta i kronikarz. Z Brzezin pochodził pisarz ariański i ideolog reformacji Grzegorz Paweł z Brzezin, założyciel drugiej w Polsce szkoły protestanckiej oraz Adam Burski – filozof i rektor Akademii Zamojskiej. Z miastem 20 lat swojego życia związał również pisarz i publicysta polityczny epoki renesansu Andrzej Frycz Modrzewski, główny reprezentant postępowej myśli społeczno-politycznej polskiego Odrodzenia, autor traktu O naprawie Rzeczypospolitej.

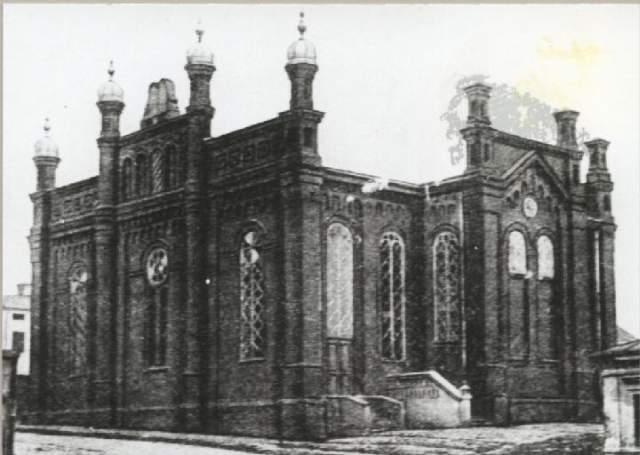
Dawna synagoga w Brzezinach

Od XVII wieku rozpoczął się okres upadku gospodarczego i kulturalnego miasta, na co złożyły się kolejne wojny ze Szwecją, które zubożyły i wyludniły miasto, a później także okres panowania saskiego – mimo napływu kolejnych osadników, w tym Żydów (pierwsza wiadomość z 1736 r.) oraz kolonistów niemieckich (od 1752 r.).

### Zabory Polski i odzyskanie niepodległości
Po rozbiorach Polski miejscowość leżała w powiecie brzezińskim, guberni piotrkowskiej w zaborze rosyjskim, stając się w tym czasie podupadającym miasteczkiem.
W latach 20. XIX wieku rozpoczął się dynamiczny okres rozwoju Łodzi, a równoczesne próby przekształcenia Brzezin w znaczny ośrodek włókienniczy nie powiodły się i miasto na kolejną szansę rozwoju musiało czekać aż do lat 70. XIX wieku. Wtedy rozwój miasta doznał istotnego przyspieszenia. Dzięki ówczesnej, korzystnej koniunkturze gospodarczej Brzeziny stały się dużym ośrodkiem produkcji odzieżowej, największym w Królestwie Polskim ośrodkiem chałupnictwa krawieckiego. W mieście powstawały m.in. pasiaki dla Księżaków Łowickich. Produkowane w Brzezinach tanie wyroby przeznaczone były dla uboższych warstw społecznych Królestwa Polskiego. Dużą część produkcji odzieżowej eksportowano na rynki rosyjskie. Liczba ludności Brzezin wzrosła w 1885 roku do 6 tys., a w przeddzień wybuchu I wojny światowej miasto liczyło już 18 tys. mieszkańców.

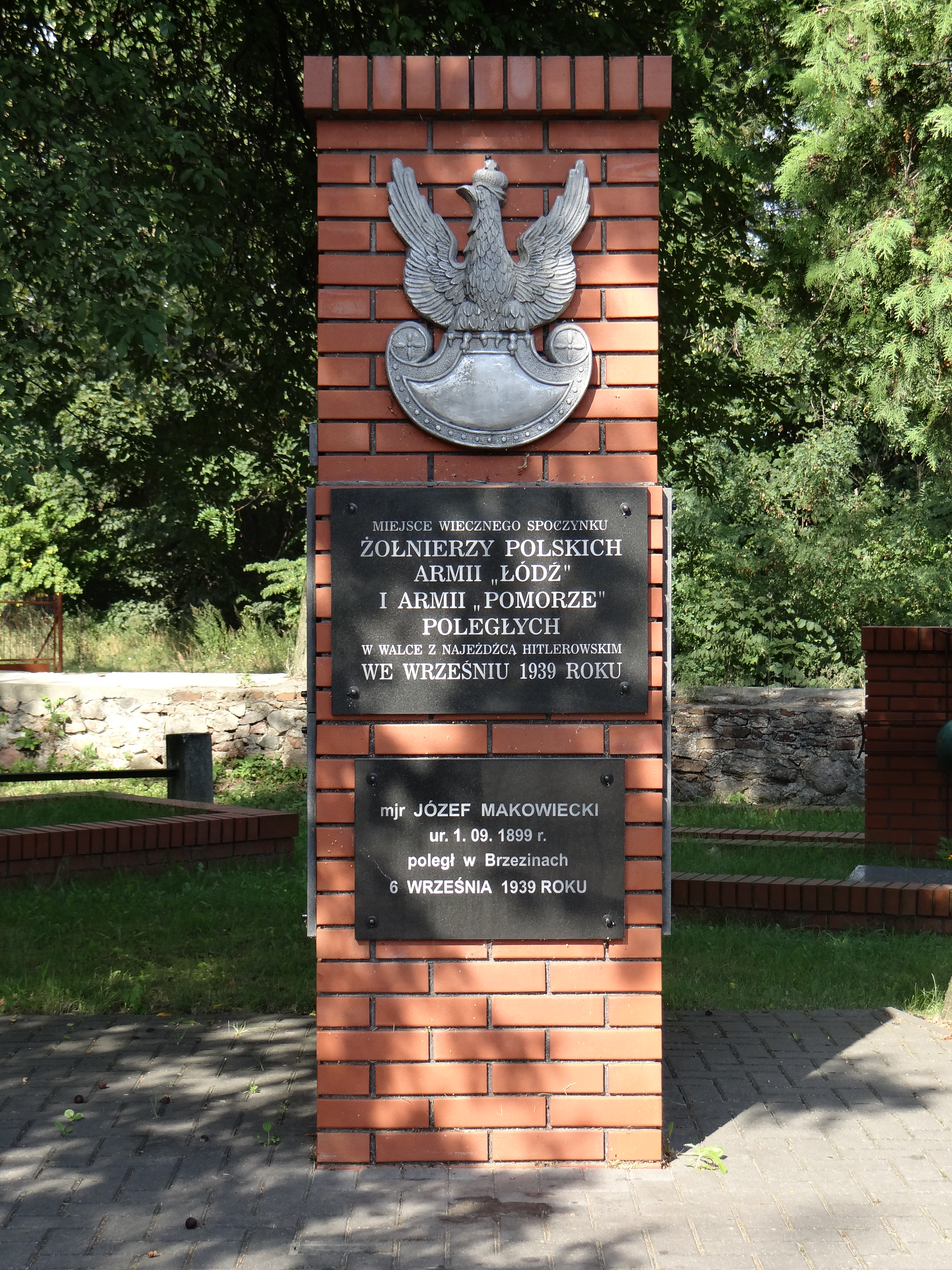
Kwatera mogił wojennych – kampanii wrześniowej 1939 r.

Podczas I wojny światowej, pod koniec 1914 roku w pobliżu Brzezin miała miejsce jedna z trzech największych bitew frontu wschodniego – bitwa pod Łodzią, w wyniku której okrążona przez wojska niemieckie pod dowództwem gen. Karla Litzmanna armia rosyjska została zmuszona do wycofania na linię Bzury, Rawki i Pilicy. Miasto, podobnie jak i okoliczne wioski, zostały wówczas zniszczone i znacznie wyludnione. Okres międzywojenny w przypadku Brzezin charakteryzował się rozwojem produkcji krawieckiej. W 1918 roku powstał tu Związek Producentów Konfekcji Męskiej. W mieście wytwarzano nadal głównie tanią odzież bawełnianą. W 1937 roku w ówczesnym powiecie brzezińskim działało aż 649 zakładów krawieckich.

### II wojna światowa
8 września 1939 r. w rejonie Brzezin miała miejsce bitwa oddziałów Armii Łódź z niemiecką 10. Dywizją Piechoty. Wówczas, podobnie jak pod koniec wojny, Brzeziny zostały zbombardowane. Niemcy włączyli miasto w granice Rzeszy oraz przemianowali je, na cześć gen. Litzmanna, który został okrzyknięty Lwem spod Brzezin, na Löwenstadt. Następnie rozpoczęli oni brutalne prześladowania ludności żydowskiej – zniszczona została m.in. żydowska synagoga. Likwidacja utworzonego przez Niemców brzezińskiego getta nastąpiła w maju 1942 roku – jego mieszkańców wywieziono do obozów zagłady w Chełmnie i Oświęcimiu. W dniach 18 i 19 stycznia 1945 roku wojska 35 i 47 dywizji piechoty I Frontu Białoruskiego zajęły miasto. W toczonych wówczas walkach zginęło około 200 żołnierzy radzieckich, których, podobnie jak polskich żołnierzy „września”, pochowano na cmentarzu przy ul. Łódzkiej (ku ich czci postawiono również Pomnik Wdzięczności). W czasie wojny zniszczeniu lub poważnemu uszkodzeniu uległo prawie 60% budynków, a liczba ludności zmalała do ok. 6000.
W latach 1975–1998 miasto administracyjnie należało do województwa skierniewickiego. W wyniku ostatniej reformy administracyjnej miasto na krótko pozbawiono roli powiatu.

## Zabytki Brzezin

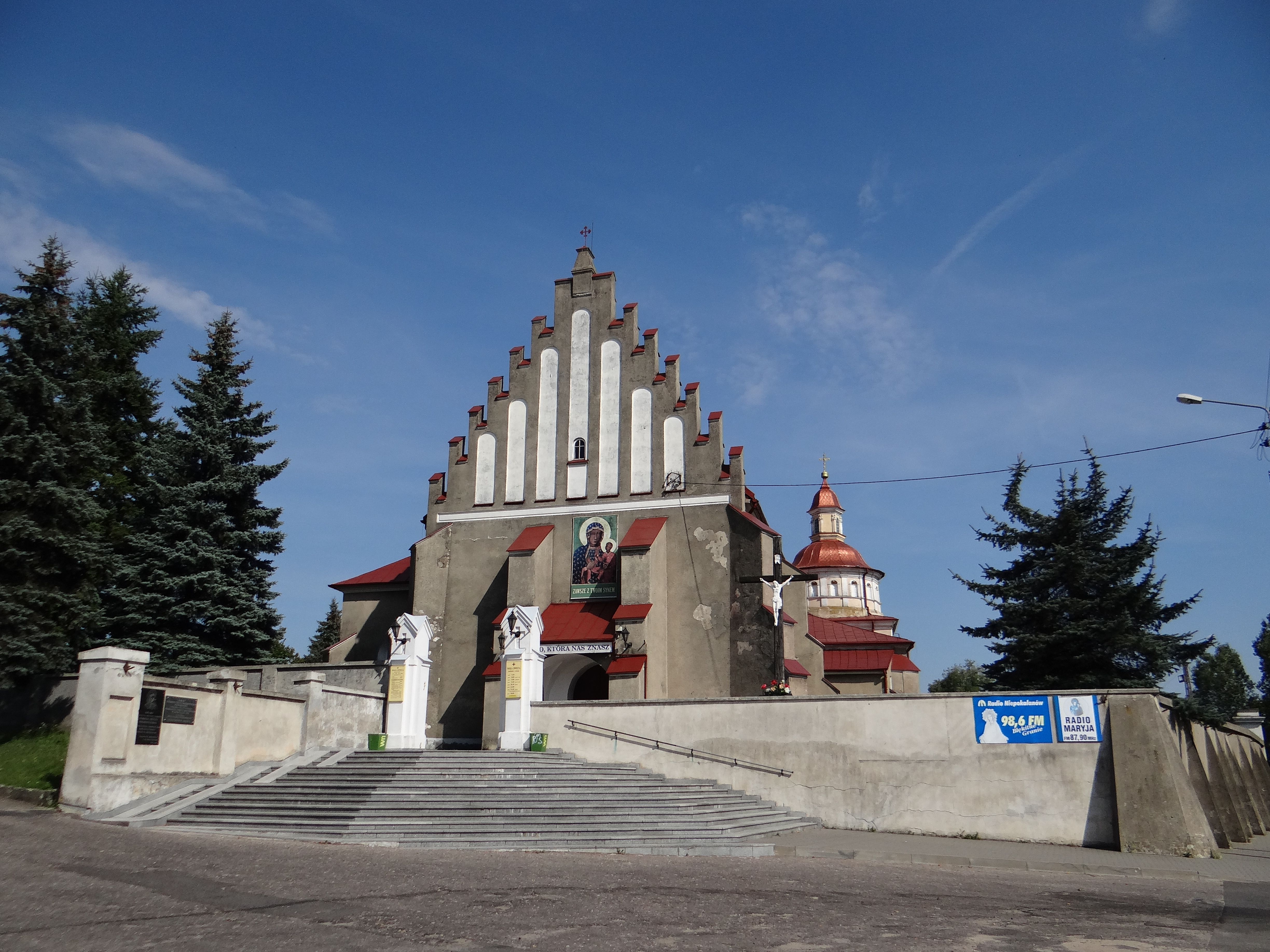
Gotycki kościół pw. Podwyższenia Krzyża Świętego

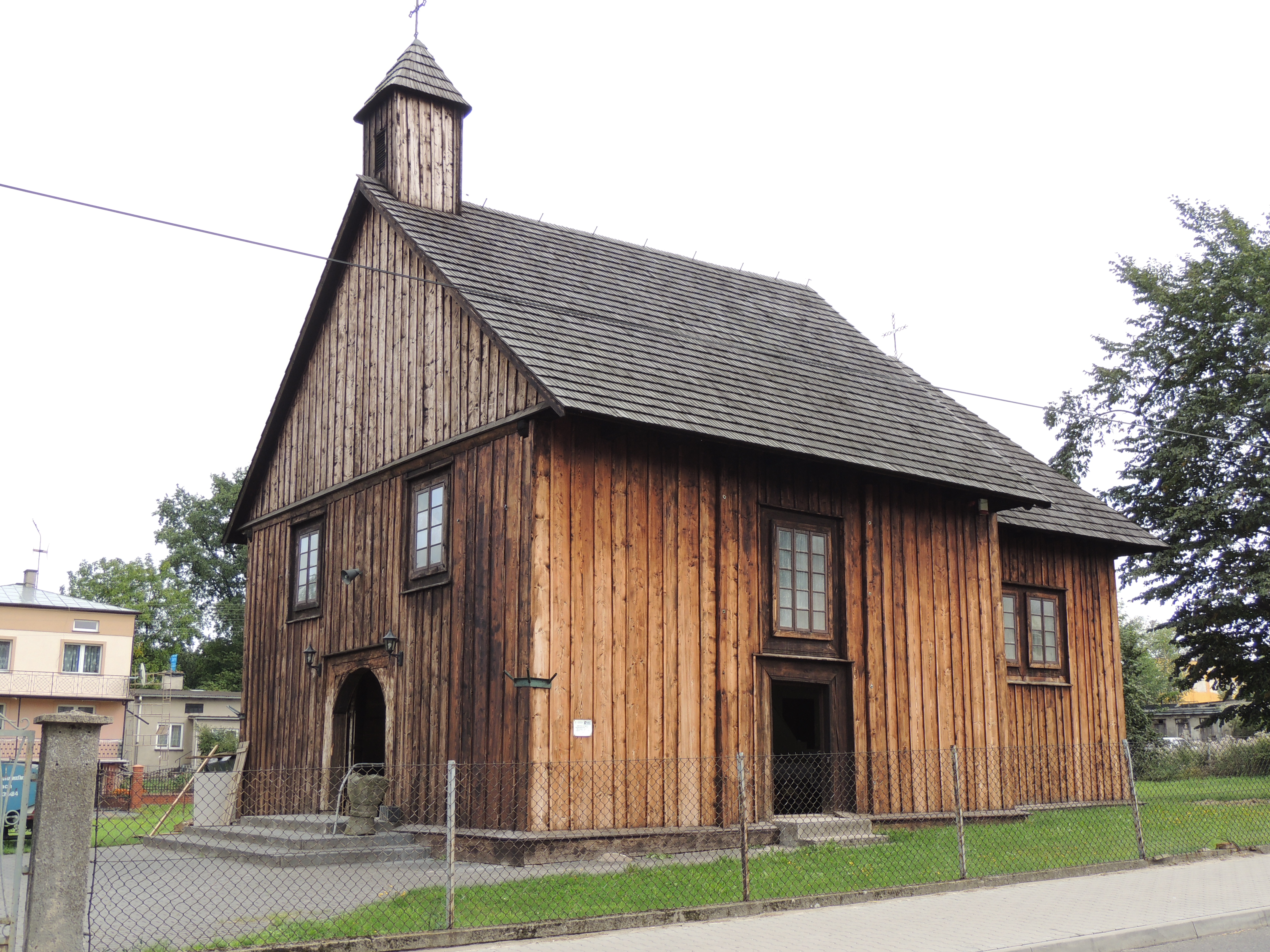
Drewniany kościół filialny pw. św. Anny z 1719 r.

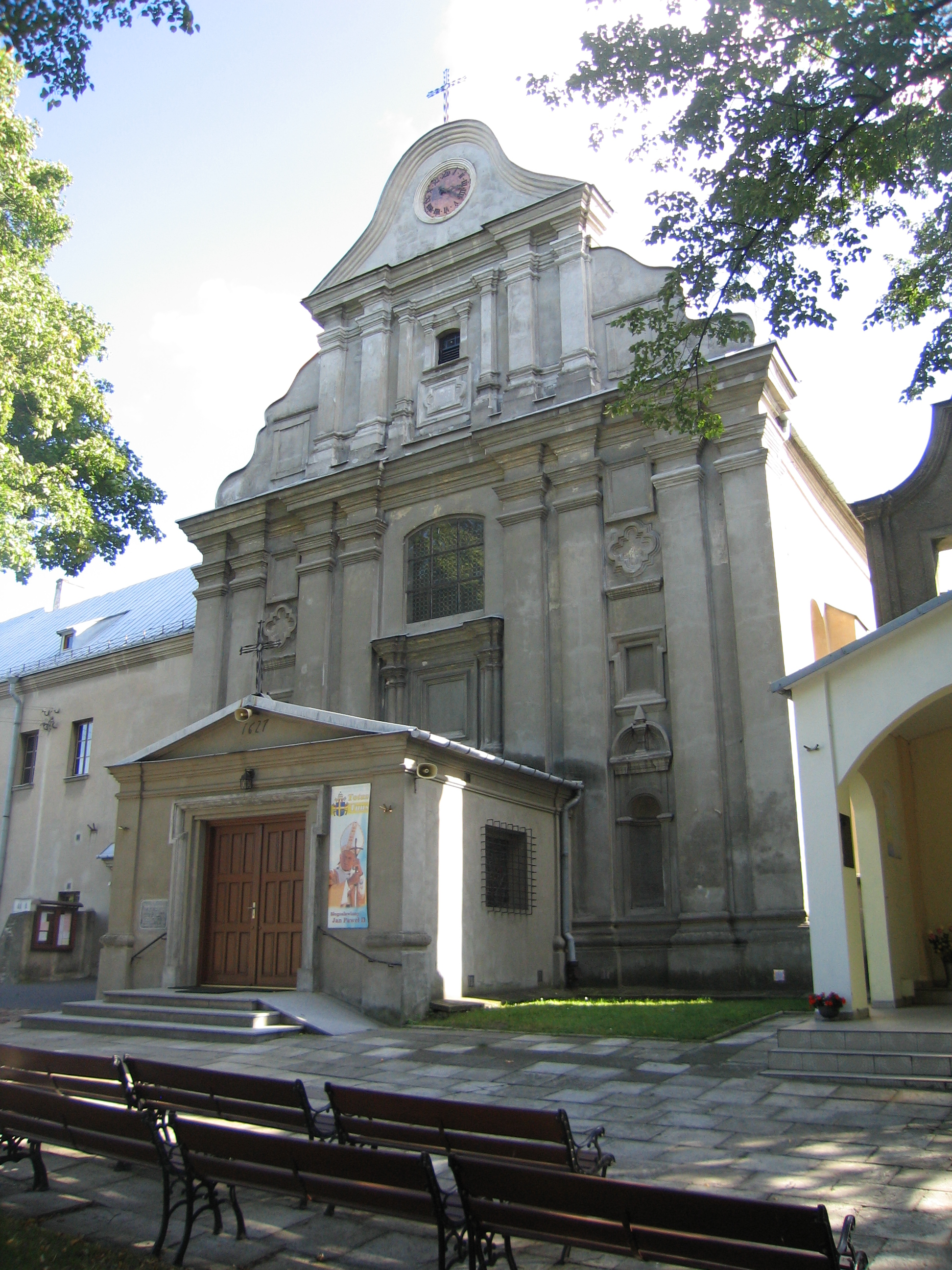
Kościół pw. św. Franciszka z Asyżu

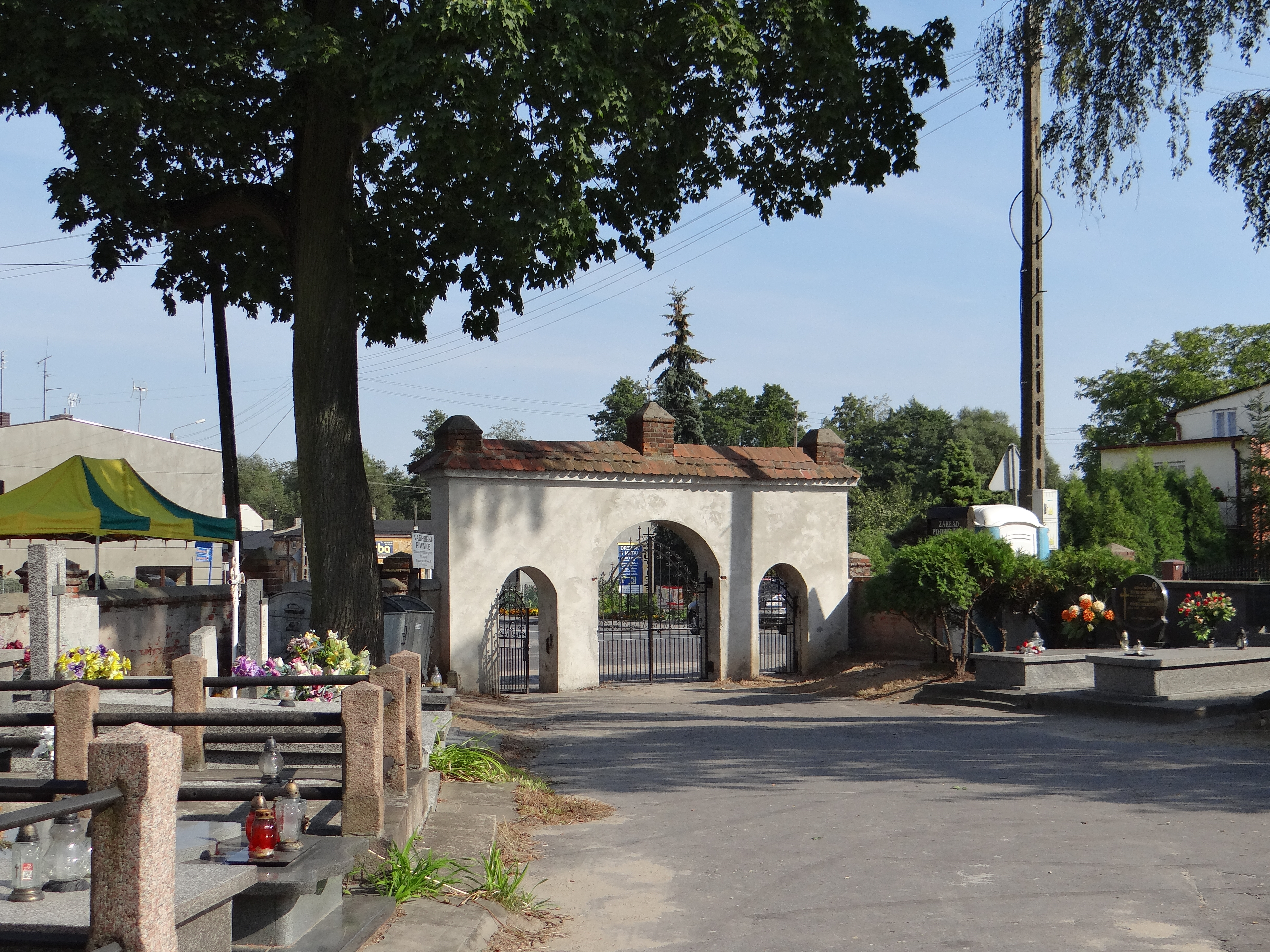
Cmentarz rzymskokatolicki w Brzezinach – brama na ul. Mikołaja Kopernika u zbiegu z ul. Tadeusza Kościuszki

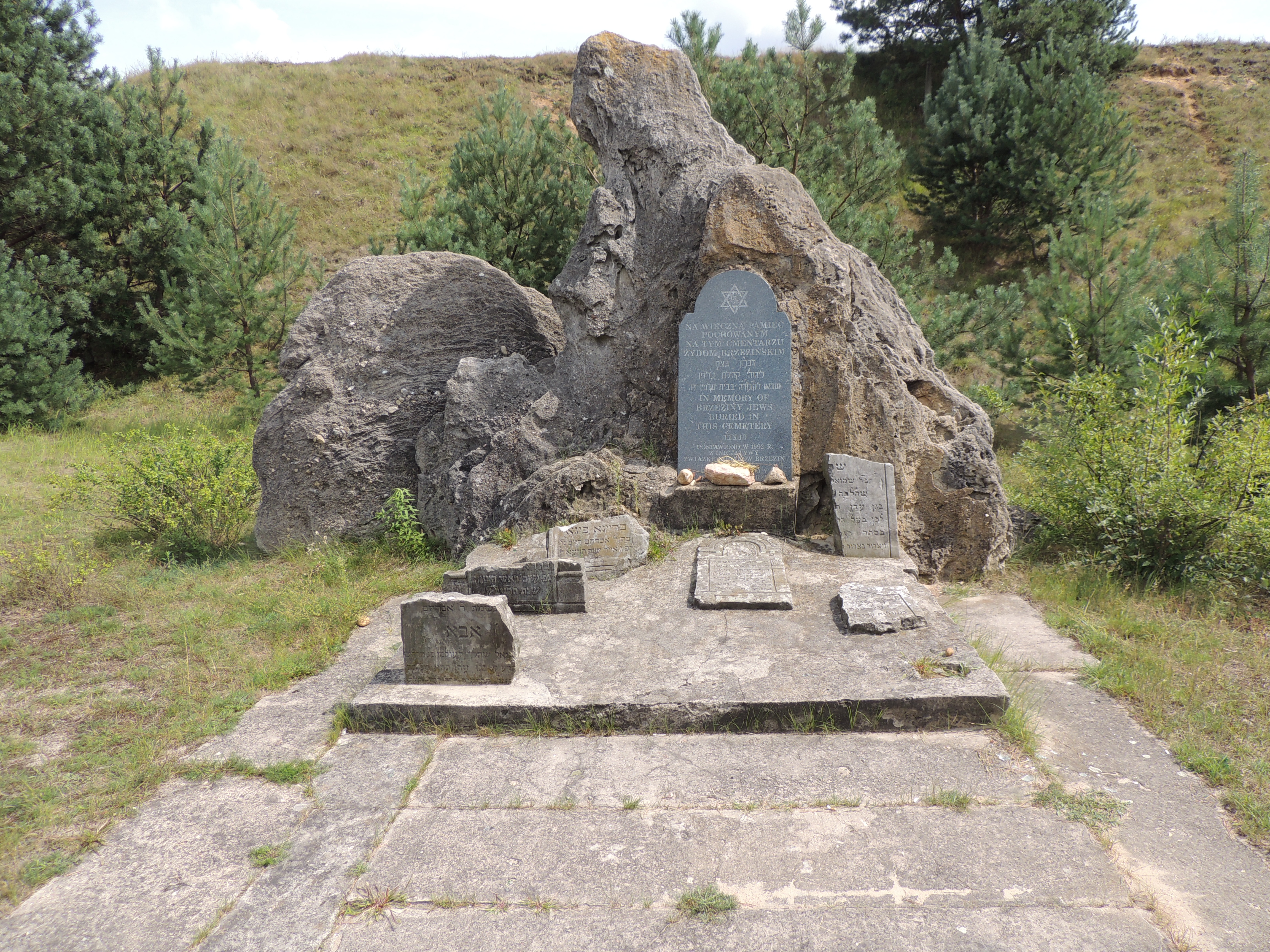
Cmentarz żydowski w Brzezinach

- kościół pw. Podwyższenia Krzyża Świętego – gotycka, murowany, parafialny, ufundowany w 1321 r., a wzniesiony w XIV w., później wielokrotnie przebudowywany, z renesansową kaplicą Lasockich (1534), w której znajduje się późnorenesansowy ołtarz z XVII stulecia oraz płyty nagrobne Lasockich (nr rej.: 1-I-1 z 10.09.1947 i z 19.11.1960 oraz 1 z 27.07.1967).
- drewniany kościół pw. św. Anny[12] – dobudowany do murowanej kaplicy z 1616 r. fundacji wojewody Stanisława Warszyckiego, wzniesiony w 1719 r. z fundacji mieszczanina Stanisława Bujakiewicza. W świątyni znajduje się cenny obraz w ołtarzu głównym, przedstawiający Świętą Trójcę, pochodzący z połowy XVII wieku, a także obrazy św. Walentego i św. Barbary, gotycką kropielnicą oraz rzeźby świętej z połowy XVII wieku i Anioła z chustą św. Weroniki (nr rej.: 6-I-6 z 12.09.1947 i z 19.11.1960 oraz 6 z 29.05.1967).
- zespół klasztoru Reformatów – pierwotnie drewniany ufundowany w 1627 r., obecny murowany składający się z kościoła pw. św. Franciszka z Asyżu wzniesionego w 1754 r. (nr rej.: 8-I-8 z 10.09.1947 i 19.11.1960 oraz 4/8 z 27.05.1967) i klasztoru (nr rej.: 9-I-9 z 19.11.1960 oraz 9 z 27.05.1967), wzniesionego w początkach XVIII stulecia. Kościół i klasztor wielokrotnie niszczone i odbudowywane, odrestaurowano w latach 1947–1952.
- kościół pw. Ducha Świętego[13] – murowany, barokowy kościół ss. Bernardynek ufundowany w 1737 (nr rej.: 5-I-5 z 12.09.1947 i 19.11.1960 oraz 5 z 29.05.1967 r.) przez Józefa Lasockiego. Posiada późnobarokowy wystrój wnętrza. W ołtarzu znajduje się cenny obraz z XVII stulecia, przedstawiający Matkę Boską.

Oprócz powyższych, według rejestru zabytków NID na listę zabytków wpisane są obiekty:
- układ miejski, nr rej.: 671-A z 30.03.1984
- dzwonnica kościoła par. pw. Podwyższenia Krzyża, nr rej.: 728 A z 1.06.1984
- dzwonnica kościoła fil. pw. św. Anny, nr rej.: 373 z 29.05.1967
- dzwonnica kościoła klasztornego bernardynek pw. św. Ducha, nr rej.: 7-I-7 z 19.11.1960 oraz 7 z 29.05.1967
- w zespole klasztornym reformatów, pocz. XVIII:
  - dzwonnica, nr rej.: 729 A z 1.06.1984
  - cmentarz przyklasztorny, nr rej.: 989 A z 22.02.1995
  - ogrodzenie z bramą, nr rej.: j.w.
- cmentarz rzym.-kat., nr rej.: 854 z 2.01.1992
- cmentarz żydowski, ul. Skłodowskiej-Curie, nr rej.: 935 z 10.11.1993
- dom, ul. św. Anny 1, 2 poł. XIX, nr rej.: 743 z 1.06.1984
- dom, ul. św. Anny 13, nr rej.: 744 z 1.06.1984
- dom, ul. św. Anny 15, 1895, nr rej.: 733 z 1.06.1984
- kamienica, ul. św. Anny 20, 1911, nr rej.: 926 A z 22.02.1993
- kamienica, ul. św. Anny 21, 1910, nr rej.: 927 A z 22.02.1993
- kamienica, ul. św. Anny 34, 1915, nr rej.: 928 A z 22.02.1993
- dom, ul. Berka Joselewicza 2, 1900, nr rej.: 745 z 1.06.1984
- plebania (kościoła par. św. Krzyża), ul. Kościuszki 48, 1890, nr rej.: 450 z 20.03.1977
- dom, ul. Mickiewicza 7, 1910, nr rej.: 738 z 1.06.1984
- dom, ul. Mickiewicza 10, 1902, nr rej.: 740 z 1.06.1984
- dom, ul. Mickiewicza 12, 1900, nr rej.: 739 z 1.06.1984
- kamienica, ul. Moniuszki 12, 1910, nr rej.: 930 A z 22.02.1993
- dom, ul. Okrzei 4, 1909, nr rej.: 1008/A z 12.10.1998
- dom, ul. Piłsudskiego 18, pocz. XX, nr rej.: 451 z 29.03.1977
- dom, ul. Piłsudskiego 35, drewn., poł. XIX, nr rej.: 730 z 1.06.1984
- dom, ul. Piłsudskiego 36, pocz. XX, nr rej.: 452 z 29.03.1977
- dom, ul. Piłsudskiego 41, pocz. XX, nr rej.: 453 z 29.03.1977
- dom, ul. Piłsudskiego 45, drewn., XIX, nr rej.: 732 z 1.06.1984
- pałacyk, ul. Piłsudskiego 49, pocz. XX, nr rej.: 430 z 30.09.1976
- oficyna, nr rej.: 449 z 20.03.1977
- dom, ul. Piłsudskiego 69, drewn., k. XVIII/XIX, nr rej.: 731 z 1.06.1984
- dom, ul. Reformacka 3, k. XIX, nr rej.: 736 z 1.06.1984
- dom (oficyna), ul. Reformacka 7, k. XIX, nr rej.: 1002 z 24.12.1997
- dom, ul. Sienkiewicza 1, 1902, nr rej.: 741 z 1.06.1984
- dom, ul. Sienkiewicza 2, 1900, nr rej.: 747 z 1.06.1984
- dom, ul. Sienkiewicza 3, 1900, nr rej.: 742 z 1.06.1984
- dom, ul. Sienkiewicza 4, 1903, nr rej.: 746 z 1.06.1984
- dom, ul. Sienkiewicza 6, XIX/XX, nr rej.: 748 z 1.06.1984
- dom, ul. Sienkiewicza 8, XIX/XX, nr rej.: 749 z 1.06.1984
- dom, ul. Sienkiewicza 13, 1899, nr rej.: 750 z 1.06.1984
- dom, ob. szpital, ul. Skłodowskiej-Curie 10, 1910, nr rej.: 931/A z 22.02.1993
- dom, ul. Staszica 1, 1 B, 1902, nr rej.: 734 z 1.06.1984
- dom, ul. Staszica 3, 1890, nr rej.: 735 z 1.06.1984
- dom, ul. Staszica 8, 1890, nr rej.: 751 z 1.06.1984
- dom, ul. Staszica 12 a, 1911, nr rej.: 737 z 1.06.1984
- dom, ul. Traugutta 12, 1895, nr rej.: 752 z 1.06.1984
- dom, ul. Wojska Polskiego 64a, 1904, nr rej.: 753 z 1.06.1984

## Demografia

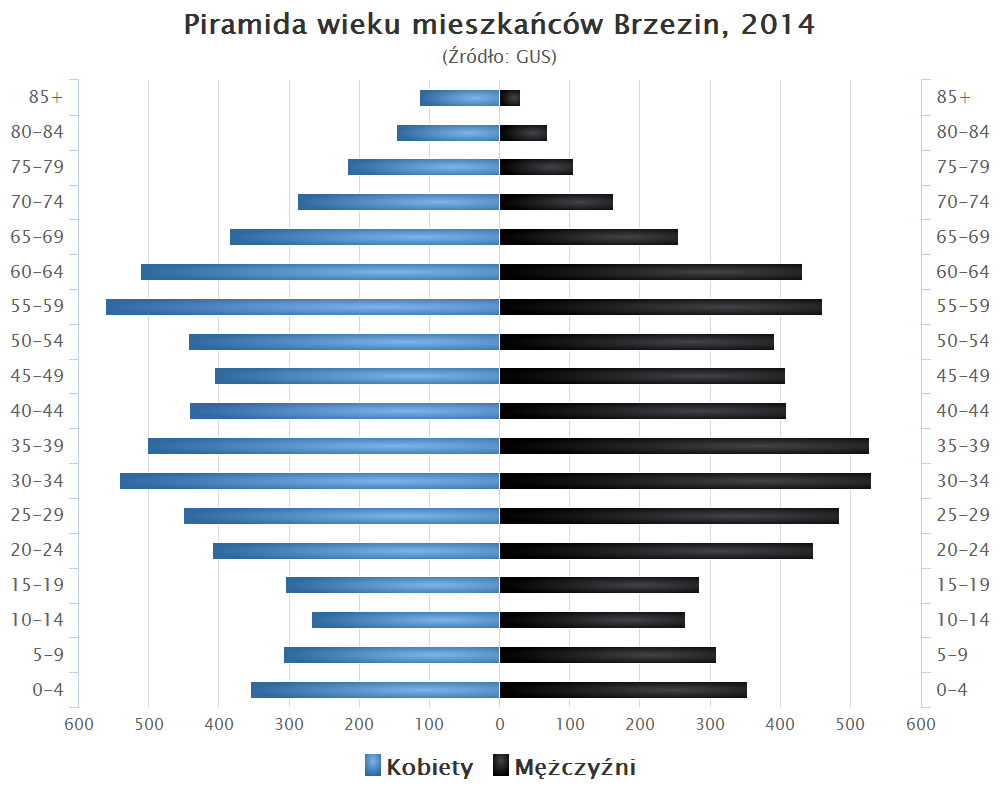
Piramida wieku mieszkańców Brzezin w 2014 roku

Dane z 31 grudnia 2023:
| Opis      | Ogółem | Ogółem | Kobiety | Kobiety | Mężczyźni | Mężczyźni |
| --------- | ------ | ------ | ------- | ------- | --------- | --------- |
| Jednostka | osób   | %      | osób    | %       | osób      | %         |
| Populacja | 11 949 | 100    | 6323    | 52,92   | 5626      | 47,08     |

## Ludzie związani z Brzezinami
- Zbigniew Zamachowski – aktor filmu, teatru i telewizji, piosenkarz[16]
- Halina Kowalska – aktorka filmowa[16]
- Maria Buyno-Arctowa – pisarka[16]
- Karol Kucz – dziennikarz i wydawca[16]

## Gospodarka
Miasto tradycyjnie było ośrodkiem przemysłu włókienniczego. Pod koniec XIX wieku w Brzezinach oraz całym powiecie istniało: 6 przędzalni bawełny i fabryk wyrobów bawełnianych, 1990 warsztatów tkackich, 525 warsztatów tkackich i włókienniczych przetwarzających wełnę, 14 gorzelni, 2 browary, 1 destylarnia, 2 olejarnie, 1 papiernia, 1 młyn parowy, 88 młynów napędzanych wiatrem, 29 garbarni, 2 mydlarnie, 1 fabryka wapna, 10 cegielni oraz 3 zakłady żelazne. Po II wojnie światowej w mieście funkcjonował Zakład Przemysłu Odzieżowego „Damina”, w którym do czasów transformacji gospodarczej w Polsce stale pracowało około kilkuset osób. Obecnie w Brzezinach funkcjonuje Wytwórnia Umundurowania Strażackiego oraz mniejsze zakłady krawieckie. Największy udział w gospodarce ma jednak rozbudowany system usług.

## Wspólnoty wyznaniowe

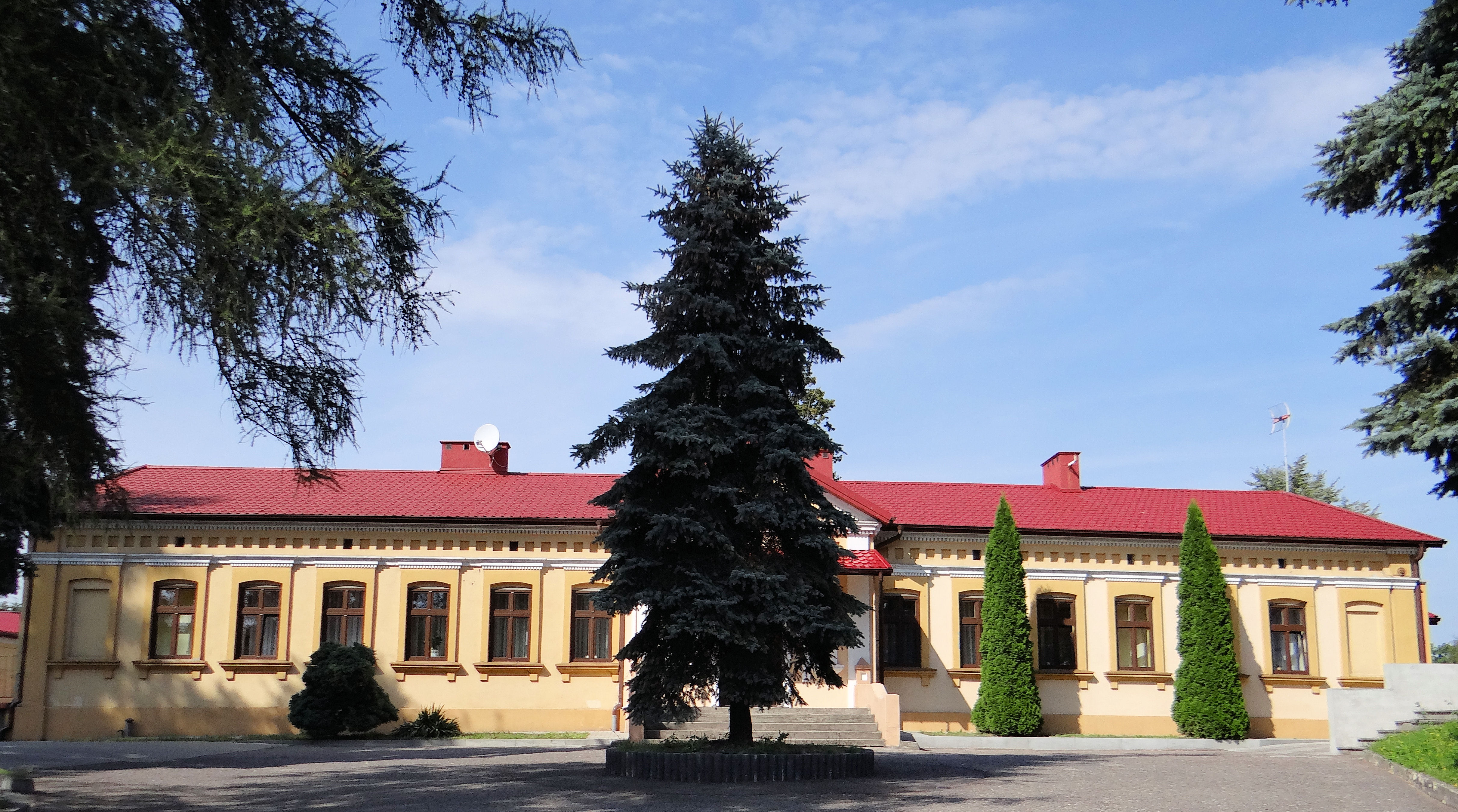
Budynek Plebanii w parafii pw. Podwyższenia Świętego Krzyża

Większość mieszkańców Brzezin jest wyznania rzymskokatolickiego. Na terenie miasta działalność religijną prowadzą następujące Kościoły i związki wyznaniowe:
- Kościół rzymskokatolicki (dekanat brzeziński):
  - parafia Podwyższenia Krzyża Świętego przy ul. Tadeusza Kościuszki,
  - parafia św. Franciszka z Asyżu przy ul. Reformackiej,
  - parafia Najświętszej Maryi Panny Częstochowskiej przy ul. Bartosza Głowackiego.
- Świadkowie Jehowy:
  - zbór Brzeziny (Sala Królestwa ul. Żeromskiego 20)[18]
- Kościół Katolicki Mariawitów:
  - diaspora pozostająca pod opieką parafii Przenajświętszego Sakramentu w Grzmiącej (wierni z Brzezin odprawiają adorację ubłagania 13. dnia każdego miesiąca)[19]
- Kościół Starokatolicki Mariawitów:
  - wierni należą do parafii w Woli Cyrusowej, parafii w Grzmiącej i parafii w Lipce.

## Transport

### Drogi
Przez miasto przebiega droga krajowa nr 72: Konin–Turek–Uniejów–Łódź–Brzeziny–Rawa Mazowiecka
oraz drogi wojewódzkie:
- 704 – Jamno–Kołacin–Brzeziny
- 708 – Ozorków–Warszyce–Stryków–Brzeziny
- 715 – Brzeziny–Budziszewice–Ujazd

### Transport publiczny
Od 2011 r. do miasta dojeżdża linia nr 53B obsługiwana przez Miejskie Przedsiębiorstwo Komunikacyjne – Łódź, która łączy Brzeziny z dworcem Łódź Fabryczna. W Brzezinach jej przystanek końcowy znajduje się przy ulicy Głowackiego (koło marketu Intermarche). 20 czerwca 2022 r. do odwołania została zawieszona linia 90B, która wcześniej łączyła Brzeziny z łódzkim osiedlem Janów. Oprócz linii 53B, przez Brzeziny kursują także BUS-y prywatnych przewoźników.

## Miasta partnerskie
- Saint Alban[22]
- Salgareda[22]